# Liste des blocs erratiques en Finlande
Cert article liste des blocs erratiques en Finlande.

## Liste par région

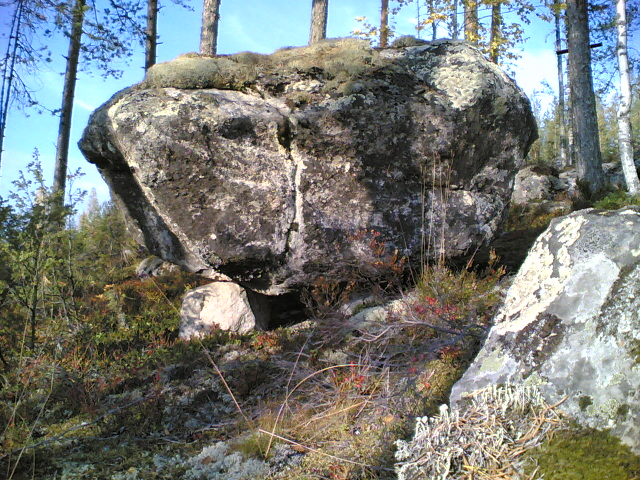
Bloc erratique à Pyssyvaara, commune de Nurmes.

### Finlande-Propre
- Saarnakivi, Mietoinen[1]
- Teinien kivi, Oripää[2]
- Santamalan Emovaha, Nousiainen[3]
- Taattisten siirtolohkare, Merimasku

#### Turku
- Kukkarokivi[4]
- Kärsämäen pirunpesä[4],[3]
- Pallivahankivi[5],[6]

### Kanta-Häme
- Saarnakivi, Tammela[7][8]

#### Hattula
- Hämeskivi, Tyrväntö[9]
- Illaankivi ou Näkkäkivi, Tyrväntö[9]
- Lahdentaan tuomarikivet, Jänismäki, Tyrväntö[9],[10]
- Lapinämmänkivi, Tyrväntö[9]
- Pirunlinkokivi[10]
- Tonttukivi, Tyrväntö[9]

#### Hämeenlinna

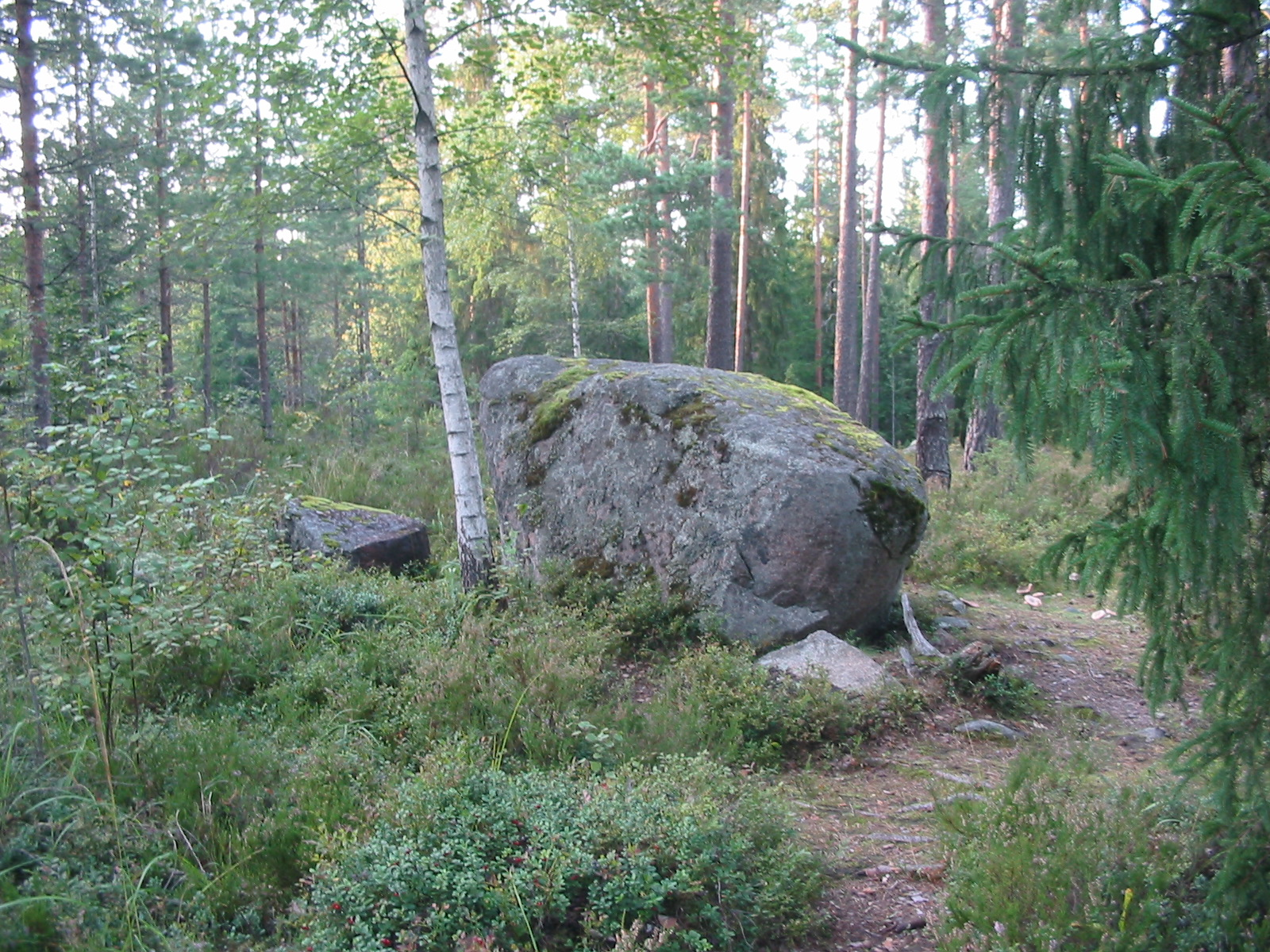
Palsankallio à Hämeenlinna.

- Kirkonkivet[11]
- Kruununkivi, Vahovuori[11]
- Kärsänkivi[11]
- Palsankallio[10]
- Sopenkivi[11]
- Sylkkyvaha[11]
- Vahankivi[11]

### Finlande centrale

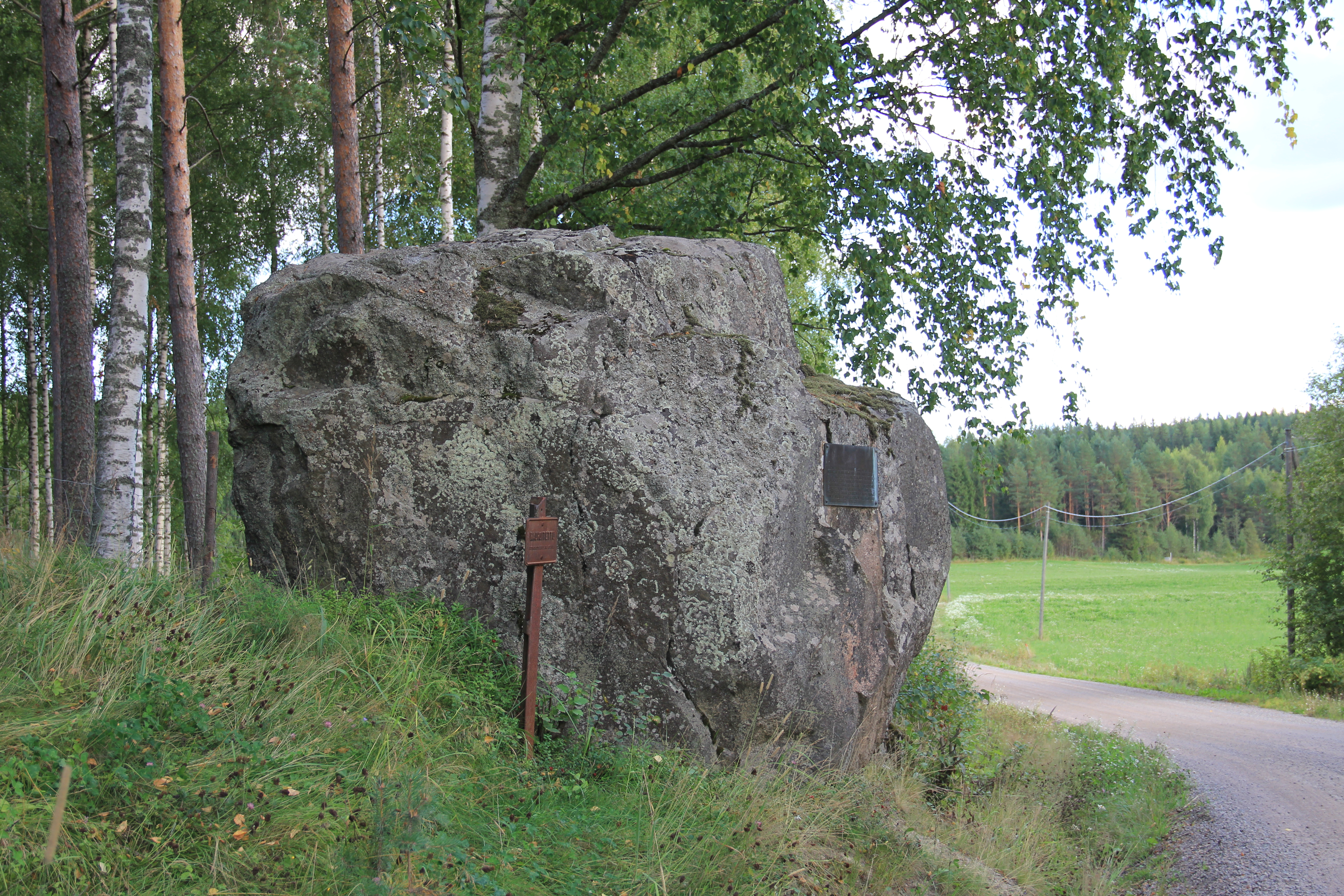
Venäläiskivi à Äänekoski.

- Venäläiskivi, Äänekoski[12]

### Pirkanmaa
- Apinakivi, Pirkkala[13]
- Eevertinkivi, Lempäälä[14]
- Ollinkivi, Ruovesi

### Ostrobotnie
- Aumakivi[15]
- Ilveskivi, Purmo
- Kotakivi, Seinäjoki[16]
- Lotta Svärdin muistokivi, Vöyri
- Hanhikivi, Pyhäjoki[17]

### Savonie du Sud
- Tervolankirkko, Savonlinna[18]
- Linnakivi. Pieksämäki
- Julunkivi, Sulkava[19],[20]

### Ostrobotnie du Nord
- Karhuviiankivi, Ruukki[21]

### Ostrobotnie du Sud
- Siirtolohkare Navettavuorella, Jalasjärvi[22]

### Satakunta
- Halkeimakivi,  Pori
- Kanninkivi, Kokemäki[23]
- Lallin itkukivi, Harjavalta[24],[25],[26]
- Lyttylän pirunpesä, Pori[27]
- Lattomeren lohkare, Ulvila[4]

### Uusimaa

#### Helsinki
- Pyykivi Laajasalo

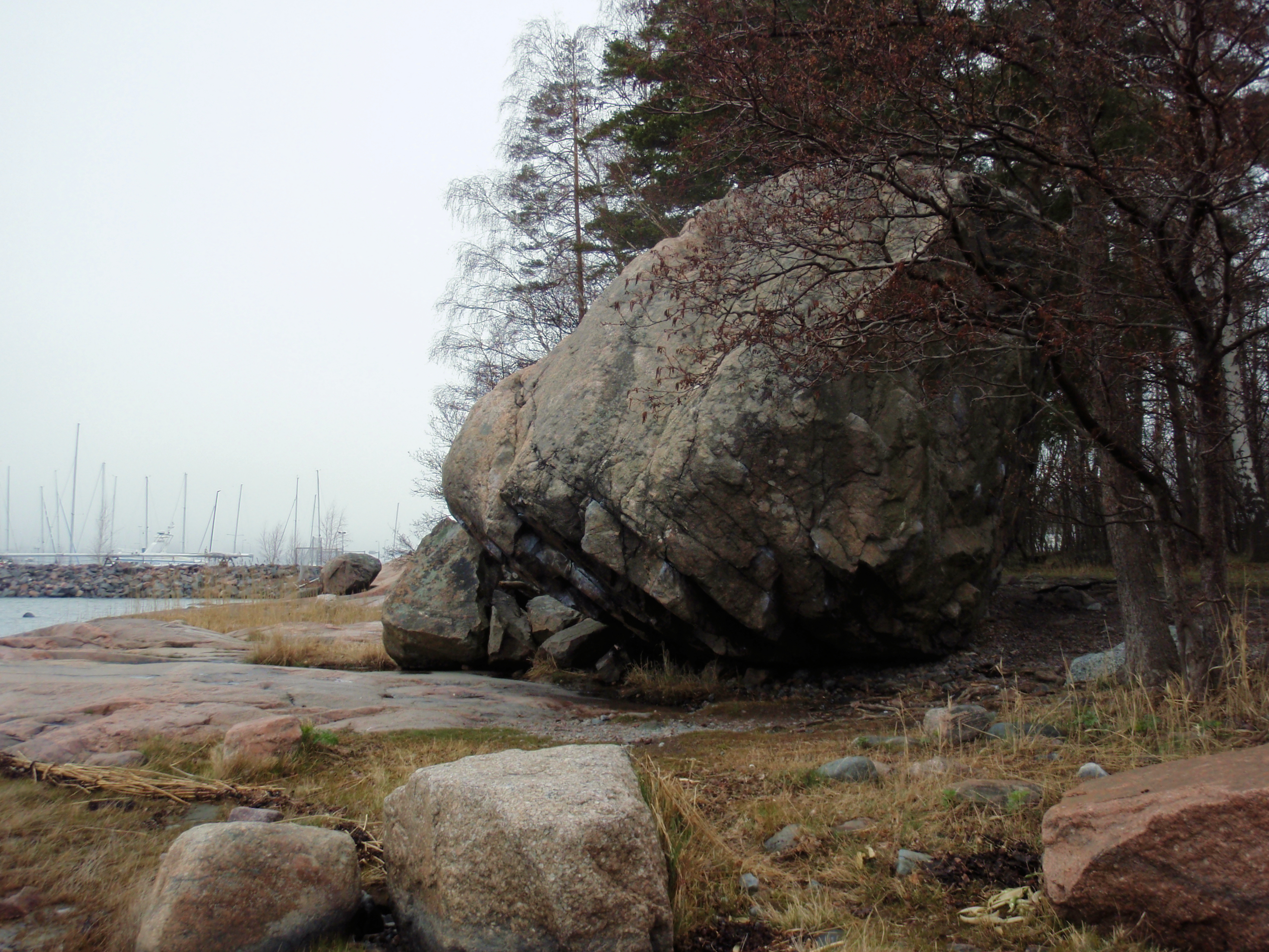
Bloc erratique à Koivusaari.

- Vartiosaaren siirtolohkare, Vartiosaari[28]

#### Espoo
- Isokivi, Nöykkiö
- Siirtolohkare, Hanikka[29]
- Suomenoja, Kaitaa[29]
- Veinin siirtolohkareikko, Laaksolahti[29]

#### Porvoo

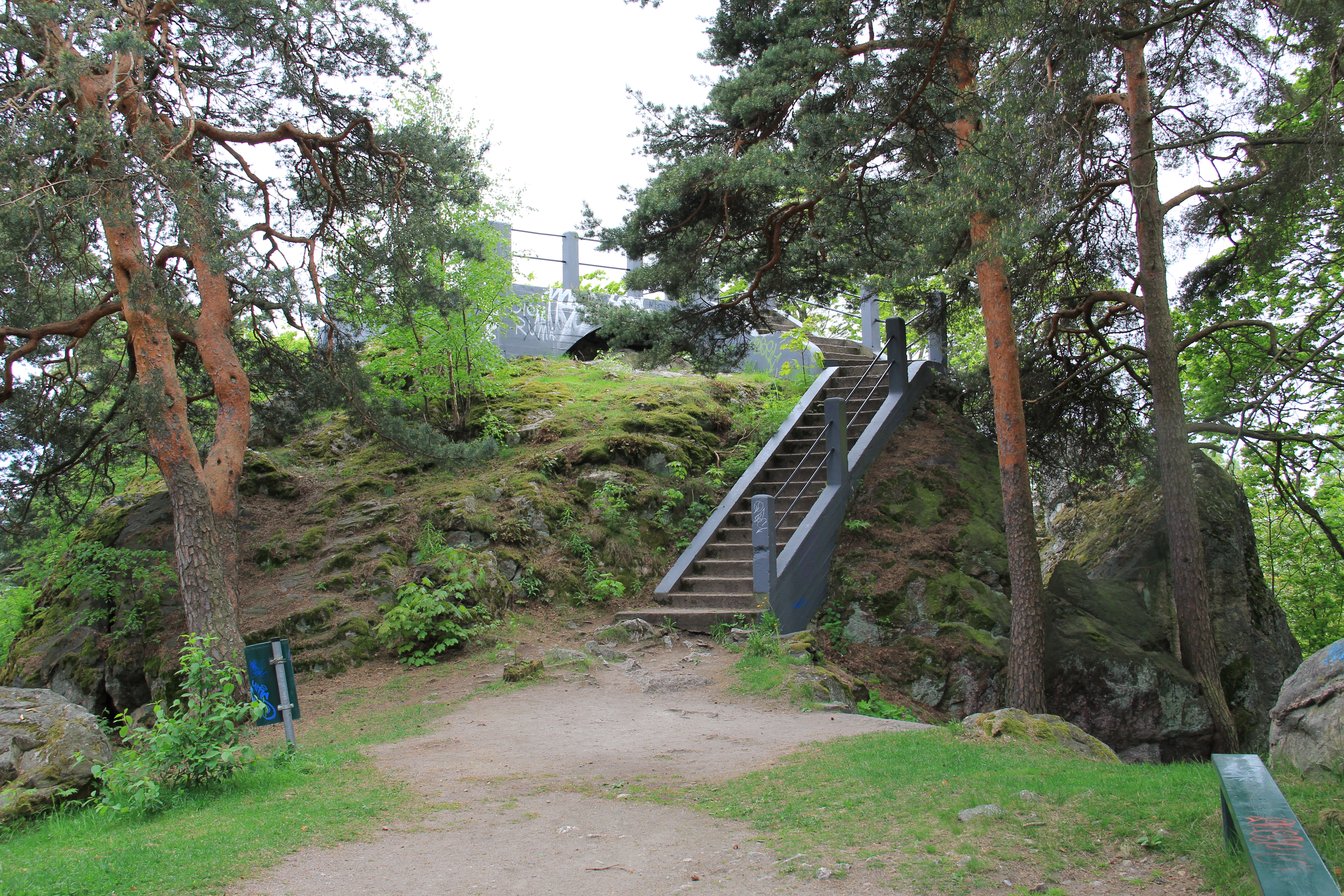
Näsin kivi à Porvoo.

- Näsin kivi, Näsinmäki[30]